# Facundo Ismael Castro
Facundo Ismael Castro Souto (Montevideo, Uruguay, 22 de enero de 1995) es un futbolista uruguayo. Puede jugar de extremo derecho, mediapunta o delantero centro, su equipo actual es el Palestino de la Primera División de Chile.

## Trayectoria
Se formó en las divisiones juveniles de Defensor Sporting y fue ascendiendo en las diferentes categorías.
Debutó en la máxima categoría del fútbol uruguayo el 19 de abril de 2014, se enfrentaron a El Tanque Sisley, ingresó al minuto 59 y empataron 3-3.
Convirtió su primer gol en la última fecha del Torneo Clausura, el 18 de mayo, ante River Plate, pero perdieron 3-1.
El 15 de septiembre de 2015 jugó como titular en la Copa Sudamericana 2015, se enfrentó a Universitario, al minuto 4 anotó su primer gol a nivel internacional de clubes y ganaron 1-0.
En febrero de 2018 estuvo muy cerca de concretarse su transferencia al Brescia Calcio, incluso llegó a despedirse de sus compañeros pero el club italiano cambió la propuesta y no fue suficientes para el club uruguayo, por ende el traspaso no se concretó y el futbolista volvió a entrenar a la par de sus compañeros y continuó en Defensor Sporting.
A mitad del año 2018 fue fichado por el Club Necaxa para jugar en la Primera División de México. Dejó su club formativo con 101 partidos jugados, 9 goles y 24 asistencias.
Estuvo una temporada en el fútbol Mexicano, en 33 partidos jugados convirtió 2 goles y brindó 2 asistencias.
El 9 de julio de 2019 Castro salió del Necaxa para arribar al Club Deportivo O'Higgins de la Primera División de Chile. Debutó el 28 de julio con la camiseta de O'Higgins, en la derrota 3-6 ante Deportes Antofagasta en el Estadio El Teniente, donde anotó un gol. En su primera temporada con el equipo de Rancagua, anotó 3 goles en 10 partidos disputados. Rápidamente se transformó en un frecuente jugador titular en el elenco celeste, destacando por su velocidad, asistencias y goles, anotándole a los tres equipos más exitosos del país: Colo-Colo, Universidad de Chile y Universidad Católica.
A meses de que expirara su contrato con O'Higgins, Castro comenzó a sonar como fichaje de importantes clubes, entre ellos Peñarol. Sin embargo, el 18 de mayo de 2022, se confirmó la extensión del vínculo del uruguayo con el equipo rancagüino hasta el final de la temporada 2023.
Finalizó su paso por O'Higgins con 130 presencias, 23 goles y 23 asistencias.
El 5 de enero de 2024 arregló su llegada al Ceará Sporting Club para jugar en la Serie B de Brasil. Fue presentado con la camiseta número 7 del equipo.

## Selección nacional
Facundo ha sido parte de la selección en las categorías juveniles sub-20 y sub-22.
En el 2014, fue parte del proceso de la Selección Sub-20 de Uruguay conducida por Fabián Coito.
Debutó con la Celeste el 15 de abril ante Chile en el Domingo Burgueño de Maldonado, jugó como titular y ganaron 3-0.
Viajó a Chile para jugar el Torneo Cuatro Naciones, contra las selecciones Sub-20 de México, Chile y Colombia en carácter amistoso. Terminaron en el tercer puesto luego de ganar el primer encuentro pero perder los dos restantes.
El 3 de enero de 2015 fue seleccionado para defender a Uruguay en el Campeonato Sudamericano Sub-20. Jugó 9 partidos, terminaron en tercer lugar y clasificaron al Mundial Sub-20.
El 14 de mayo fue seleccionado para defender a Uruguay en la Copa Mundial Sub-20 de Nueva Zelanda. Debutó a nivel mundial el 31 de mayo contra Serbia, en el primer partido de la fase de grupos, al minuto 56 le brindó un pase a Gastón Pereiro que lo dejó mano a mano con el arquero rival y lo convirtió en gol, el encuentro terminó 1-0. Finalizaron la fase de grupos en segundo lugar y clasificaron a octavos de final. En la etapa eliminatoria, se enfrentaron a Brasil, luego de empatar sin goles, perdieron 5-4 por penales.
El 21 de mayo de 2015 fue incluido en la lista preliminar de 30 jugadores para defender a la selección de Uruguay en los Juegos Panamericanos de Toronto.
Totalizó 34 presencias y 2 goles con la sub-20, compartió plantel con jugadores como Mauro Arambarri, Gastón Pereiro y Nahitan Nández.
Luego de mostrar un buen nivel en la Copa Mundial Sub-20, el 17 de junio fue confirmado en la lista de 18 jugadores para defender a la Celeste en los Panamericanos que se realizarán en Canadá.
Uruguay llegó a la final tras eliminar a Brasil en semifinales, se midieron ante México y consiguieron la medalla de oro tras ganar 1-0. Castro estuvo presente en 4 encuentros.

### Participaciones en juveniles
| Competición                            | Sede          | Resultado        | Partidos | Goles | Asistencias |
| -------------------------------------- | ------------- | ---------------- | -------- | ----- | ----------- |
| Campeonato Sudamericano Sub-20 de 2015 | Uruguay       | Tercer puesto    | 9        | 0     | 4           |
| Copa Mundial Sub-20 de 2015            | Nueva Zelanda | Octavos de final | 4        | 0     | 1           |
| Juegos Panamericanos de 2015           | Canadá        | Medalla de oro   | 4        | 0     | 0           |

| Detalle de partidos con la Sub-20 | Detalle de partidos con la Sub-20 | Detalle de partidos con la Sub-20 | Detalle de partidos con la Sub-20 | Detalle de partidos con la Sub-20  | Detalle de partidos con la Sub-20       | Detalle de partidos con la Sub-20 | Detalle de partidos con la Sub-20          | Detalle de partidos con la Sub-20                            | Detalle de partidos con la Sub-20 |
| N°                                | Rival                             | Resultado                         | Fecha                             | Lugar                              | Competencia                             | Goles                             | Asistencias                                | Ref.                                                         |                                   |
| --------------------------------- | --------------------------------- | --------------------------------- | --------------------------------- | ---------------------------------- | --------------------------------------- | --------------------------------- | ------------------------------------------ | ------------------------------------------------------------ | --------------------------------- |
| 1                                 | Chile                             | 3:0 (1:0)                         | 15 de abril de 2014               | Maldonado · Uruguay                | Amistoso                                | -                                 | -                                          | 1                                                            |                                   |
| 2                                 | Chile                             | 1:1 (0:1)                         | 17 de abril de 2014               | Montevideo · Uruguay               | Amistoso                                | -                                 | -                                          | 2                                                            |                                   |
| 3                                 | Paraguay                          | 1:0 (1:0)                         | 20 de mayo de 2014                | Montevideo · Uruguay               | Amistoso                                | -                                 | -                                          | 3                                                            |                                   |
| 4                                 | Paraguay                          | 0:1 (0:1)                         | 22 de mayo de 2014                | Montevideo · Uruguay               | Amistoso                                | -                                 | -                                          | 4                                                            |                                   |
| 5                                 | Perú                              | 1:0 (0:0)                         | 24 de septiembre de 2014          | Montevideo · Uruguay               | Amistoso                                | -                                 | -                                          | 5                                                            |                                   |
| 6                                 | México                            | 2:1 (2:0)                         | 8 de octubre de 2014              | Santiago · Chile                   | Amistoso Torneo Cuatro Naciones         | 45'                               | -                                          | 6                                                            |                                   |
| 7                                 | Chile                             | 0:3 (2:0)                         | 10 de octubre de 2014             | Santiago · Chile                   | Amistoso Torneo Cuatro Naciones         | -                                 | -                                          | 7                                                            |                                   |
| 8                                 | Colombia                          | 0:2 (0:2)                         | 13 de octubre de 2014             | Santiago · Chile                   | Amistoso Torneo Cuatro Naciones         | -                                 | -                                          | 8                                                            |                                   |
| 9                                 | Federación Gaúcha                 | 2:1 (1:0)                         | 11 de noviembre de 2014           | Maldonado · Uruguay                | Amistoso                                | -                                 | -                                          | 9                                                            |                                   |
| 10                                | Federación Gaúcha                 | 1:2 (1:1)                         | 13 de noviembre de 2014           | Montevideo · Uruguay               | Amistoso                                | -                                 | -                                          | 10                                                           |                                   |
| 11                                | Perú                              | 1:3 (0:1)                         | 24 de noviembre de 2014           | Asunción Paraguay                  | Amistoso Cuadrangular internacional     | -                                 | -                                          | 11                                                           |                                   |
| 12                                | Paraguay                          | 1:0 (0:0)                         | 26 de noviembre de 2014           | Asunción Paraguay                  | Amistoso Cuadrangular internacional     | -                                 | -                                          | 12                                                           |                                   |
| 13                                | Panamá                            | 2:0 (2:0)                         | 28 de noviembre de 2014           | Asunción Paraguay                  | Amistoso Cuadrangular internacional     | -                                 | -                                          | 13                                                           |                                   |
| 14                                | Panamá                            | 3:3 (0:2) (5:3 pen.)              | 30 de noviembre de 2014           | Asunción Paraguay                  | Amistoso Cuadrangular internacional     | -                                 | -                                          | 14                                                           |                                   |
| 15                                | Colombia                          | 1:0 (0:0)                         | 15 de enero de 2015               | Maldonado · Uruguay                | Campeonato Sudamericano Fase de grupos  | -                                 | -                                          | 15                                                           |                                   |
| 16                                | Brasil                            | 2:0 (1:0)                         | 17 de enero de 2015               | Maldonado · Uruguay                | Campeonato Sudamericano Fase de grupos  | -                                 | 28' a Gastón Pereiro 59' a Mauro Arambarri | 16                                                           |                                   |
| 17                                | Chile                             | 6:1 (3:0)                         | 19 de enero de 2015               | Maldonado · Uruguay                | Campeonato Sudamericano Fase de grupos  | -                                 | 19' a Franco Acosta                        | 17                                                           |                                   |
| 18                                | Venezuela                         | 0:1 (0:1)                         | 23 de enero de 2015               | Maldonado · Uruguay                | Campeonato Sudamericano Fase de grupos  | -                                 | -                                          | 18                                                           |                                   |
| 19                                | Brasil                            | 0:0 (0:0)                         | 26 de enero de 2015               | Montevideo · Uruguay               | Campeonato Sudamericano Hexagonal final | -                                 | -                                          | 19                                                           |                                   |
| 20                                | Perú                              | 3:1 (1:0)                         | 29 de enero de 2015               | Montevideo · Uruguay               | Campeonato Sudamericano Hexagonal final | -                                 | -                                          | 20                                                           |                                   |
| 21                                | Paraguay                          | 2:0 (2:0)                         | 2 de febrero de 2015              | Montevideo · Uruguay               | Campeonato Sudamericano Hexagonal final | -                                 | 39' a Gastón Pereiro                       | 21                                                           |                                   |
| 22                                | Colombia                          | 0:0 (0:0)                         | 4 de febrero de 2015              | Montevideo · Uruguay               | Campeonato Sudamericano Hexagonal final | -                                 | -                                          | 22                                                           |                                   |
| 23                                | Argentina                         | 1:2 (1:1)                         | 7 de febrero de 2015              | Montevideo · Uruguay               | Campeonato Sudamericano Hexagonal final | -                                 | -                                          | 23                                                           |                                   |
| 24                                | Francia                           | 1:1 (1:0)                         | 26 de marzo de 2015               | Clairefontaine-en-Yvelines Francia | Amistoso                                | -                                 | -                                          | 24 Archivado el 23 de septiembre de 2015 en Wayback Machine. |                                   |
| 25                                | Uzbekistán                        | 0:1 (0:1)                         | 29 de marzo de 2015               | Coímbra Portugal                   | Amistoso                                | -                                 | -                                          | 25 Archivado el 30 de marzo de 2016 en Wayback Machine.      |                                   |
| 26                                | Portugal                          | 0:3 (0:2)                         | 31 de marzo de 2015               | Coímbra Portugal                   | Amistoso                                | -                                 | -                                          | 26 Archivado el 4 de marzo de 2016 en Wayback Machine.       |                                   |
| 27                                | Honduras                          | 1:2 (0:1)                         | 11 de mayo de 2015                | Maldonado · Uruguay                | Amistoso                                | -                                 | -                                          | 27                                                           |                                   |
| 28                                | Honduras                          | 5:0 (3:0)                         | 13 de mayo de 2015                | Montevideo · Uruguay               | Amistoso                                | 26'                               | 13' a Erick Cabaco 26' a Jaime Báez        | 28                                                           |                                   |
| 29                                | Panamá                            | 0:1 (0:0)                         | 20 de mayo de 2015                | Hamilton Nueva Zelanda             | Amistoso                                | -                                 | -                                          | 29                                                           |                                   |
| 30                                | Ucrania                           | 2:1 (0:0)                         | 24 de mayo de 2015                | Auckland Nueva Zelanda             | Amistoso                                | -                                 | -                                          | 30                                                           |                                   |
| 31                                | Serbia                            | 1:0 (0:0)                         | 31 de mayo de 2015                | Dunedin Nueva Zelanda              | Copa Mundial Fase de grupos             | -                                 | 56' a Gastón Pereiro                       | 31 Archivado el 31 de mayo de 2015 en Wayback Machine.       |                                   |
| 32                                | México                            | 1:2 (0:0)                         | 3 de junio de 2015                | Dunedin Nueva Zelanda              | Copa Mundial Fase de grupos             | -                                 | -                                          | 32 Archivado el 27 de octubre de 2018 en Wayback Machine.    |                                   |
| 33                                | Malí                              | 1:1 (1:1)                         | 6 de junio de 2015                | Hamilton Nueva Zelanda             | Copa Mundial Fase de grupos             | -                                 | -                                          | 33                                                           |                                   |
| 34                                | Brasil                            | 0:0 (0:0) (4:5 pen.)              | 11 de junio de 2015               | Nueva Plymouth Nueva Zelanda       | Copa Mundial Octavos de final           | -                                 | -                                          | 34 Archivado el 27 de octubre de 2018 en Wayback Machine.    |                                   |

| Detalles de partidos con la Sub-22 | Detalles de partidos con la Sub-22 | Detalles de partidos con la Sub-22 | Detalles de partidos con la Sub-22 | Detalles de partidos con la Sub-22 | Detalles de partidos con la Sub-22  | Detalles de partidos con la Sub-22 | Detalles de partidos con la Sub-22 | Detalles de partidos con la Sub-22 | Detalles de partidos con la Sub-22 |
| N°                                 | Rival                              | Resultado                          | Fecha                              | Lugar                              | Competencia                         | Goles                              | Asistencias                        | Ref.                               |                                    |
| ---------------------------------- | ---------------------------------- | ---------------------------------- | ---------------------------------- | ---------------------------------- | ----------------------------------- | ---------------------------------- | ---------------------------------- | ---------------------------------- | ---------------------------------- |
| 1                                  | Trinidad y Tobago                  | 4:0 (3:0)                          | 13 de julio de 2015                | Hamilton · Canadá                  | Juegos Panamericanos Fase de grupos | -                                  | -                                  | 1                                  |                                    |
| 2                                  | Paraguay                           | 1:0 (0:0)                          | 21 de julio de 2015                | Hamilton · Canadá                  | Juegos Panamericanos Fase de grupos | -                                  | -                                  | 2                                  |                                    |
| 3                                  | Brasil                             | 2:1 (0:0)                          | 23 de julio de 2015                | Hamilton · Canadá                  | Juegos Panamericanos Semifinales    | -                                  | -                                  | 3                                  |                                    |
| 4                                  | México                             | 1:0 (1:0)                          | 26 de julio de 2015                | Hamilton · Canadá                  | Juegos Panamericanos Final          | -                                  | -                                  | 4                                  |                                    |

## Estadísticas

### Clubes
Actualizado al último partido disputado el 18 de mayo de 2025.
| Club                           | Div.          | Temporada     | Liga  | Liga  | Liga   | Estatal | Estatal | Estatal | Copas nacionales | Copas nacionales | Copas nacionales | Copas internacionales | Copas internacionales | Copas internacionales | Total | Total | Total  |
| Club                           | Div.          | Temporada     | Part. | Goles | Asist. | Part.   | Goles   | Asist.  | Part.            | Goles            | Asist.           | Part.                 | Goles                 | Asist.                | Part. | Goles | Asist. |
| ------------------------------ | ------------- | ------------- | ----- | ----- | ------ | ------- | ------- | ------- | ---------------- | ---------------- | ---------------- | --------------------- | --------------------- | --------------------- | ----- | ----- | ------ |
| Defensor Sporting C. · Uruguay | 1.ª           | 2013-14       | 4     | 1     | 1      | —       | —       | —       | —                | —                | —                | 1                     | 0                     | 0                     | 5     | 1     | 1      |
| Defensor Sporting C. · Uruguay | 1.ª           | 2014-15       | 7     | 0     | 0      | —       | —       | —       | —                | —                | —                | 5                     | 1                     | 0                     | 12    | 1     | 0      |
| Defensor Sporting C. · Uruguay | 1.ª           | 2015-16       | 24    | 1     | 8      | —       | —       | —       | —                | —                | —                | —                     | —                     | —                     | 24    | 1     | 8      |
| Defensor Sporting C. · Uruguay | 1.ª           | 2016          | 9     | 2     | 1      | —       | —       | —       | —                | —                | —                | —                     | —                     | —                     | 9     | 2     | 1      |
| Defensor Sporting C. · Uruguay | 1.ª           | 2017          | 26    | 3     | 5      | —       | —       | —       | —                | —                | —                | 2                     | 0                     | 0                     | 28    | 3     | 5      |
| Defensor Sporting C. · Uruguay | 1.ª           | 2018          | 17    | 1     | 7      | —       | —       | —       | —                | —                | —                | 6                     | 0                     | 2                     | 23    | 1     | 9      |
| Defensor Sporting C. · Uruguay | Total club    | Total club    | 87    | 8     | 22     | 0       | 0       | 0       | 0                | 0                | 0                | 14                    | 1                     | 2                     | 101   | 9     | 24     |
| C. Necaxa · México             | 1.ª           | 2018-19       | 25    | 2     | 2      | —       | —       | —       | 8                | 0                | 0                | —                     | —                     | —                     | 33    | 2     | 2      |
| C. Necaxa · México             | Total club    | Total club    | 25    | 2     | 2      | 0       | 0       | 0       | 8                | 0                | 0                | 0                     | 0                     | 0                     | 33    | 2     | 2      |
| C. D. O'Higgins · Chile        | 1.ª           | 2019          | 10    | 3     | 0      | —       | —       | —       | —                | —                | —                | —                     | —                     | —                     | 10    | 3     | 0      |
| C. D. O'Higgins · Chile        | 1.ª           | 2020          | 33    | 7     | 8      | —       | —       | —       | —                | —                | —                | —                     | —                     | —                     | 33    | 7     | 8      |
| C. D. O'Higgins · Chile        | 1.ª           | 2021          | 26    | 6     | 3      | —       | —       | —       | 4                | 1                | 0                | —                     | —                     | —                     | 30    | 7     | 3      |
| C. D. O'Higgins · Chile        | 1.ª           | 2022          | 26    | 3     | 3      | —       | —       | —       | 2                | 0                | 0                | —                     | —                     | —                     | 28    | 3     | 3      |
| C. D. O'Higgins · Chile        | 1.ª           | 2023          | 26    | 3     | 9      | —       | —       | —       | 3                | 0                | 0                | —                     | —                     | —                     | 29    | 3     | 9      |
| C. D. O'Higgins · Chile        | Total club    | Total club    | 121   | 22    | 23     | 0       | 0       | 0       | 9                | 1                | 0                | 0                     | 0                     | 0                     | 130   | 23    | 23     |
| Ceará S. C. · Brasil           | 2.ª           | 2024          | 8     | 0     | 0      | 11      | 1       | 1       | 1                | 0                | 0                | —                     | —                     | —                     | 20    | 1     | 1      |
| Ceará S. C. · Brasil           | Total club    | Total club    | 8     | 0     | 0      | 11      | 1       | 1       | 1                | 0                | 0                | 0                     | 0                     | 0                     | 20    | 1     | 1      |
| C. D. Palestino · Chile        | 1.ª           | 2025          | 2     | 0     | 0      | —       | —       | —       | 2                | 0                | 0                | 2                     | 0                     | 0                     | 6     | 0     | 0      |
| C. D. Palestino · Chile        | Total club    | Total club    | 2     | 0     | 0      | 0       | 0       | 0       | 2                | 0                | 0                | 2                     | 0                     | 0                     | 6     | 0     | 0      |
| Total carrera                  | Total carrera | Total carrera | 243   | 32    | 47     | 11      | 1       | 1       | 20               | 1                | 0                | 16                    | 1                     | 2                     | 290   | 35    | 50     |
| 1. 2.                          |               |               |       |       |        |         |         |         |                  |                  |                  |                       |                       |                       |       |       |        |

### Selección
Actualizado al último partido disputado el 26 de julio de 2015.
| Selección         | Temporada         | Continental | Continental | Continental | Mundial | Mundial | Mundial | Amistosos | Amistosos | Amistosos | Total | Total | Total  |
| Selección         | Temporada         | Part.       | Goles       | Asist.      | Part.   | Goles   | Asist.  | Part.     | Goles     | Asist.    | Part. | Goles | Asist. |
| ----------------- | ----------------- | ----------- | ----------- | ----------- | ------- | ------- | ------- | --------- | --------- | --------- | ----- | ----- | ------ |
| Sub-20 · Uruguay  | 2013-14           | -           | -           | -           | -       | -       | -       | 3         | 0         | 0         | 3     | 0     | 0      |
| Sub-20 · Uruguay  | 2014-15           | 9           | 0           | 4           | 4       | 0       | 1       | 18        | 2         | 0         | 31    | 2     | 5      |
| Sub-20 · Uruguay  | Total sel.        | 9           | 0           | 4           | 4       | 0       | 1       | 21        | 2         | 0         | 34    | 2     | 5      |
| Sub-22 · Uruguay  | 2014-15           | 4           | 0           | 0           | -       | -       | -       | 0         | 0         | 0         | 4     | 0     | 0      |
| Sub-22 · Uruguay  | Total sel.        | 4           | 0           | 0           | 0       | 0       | 0       | 0         | 0         | 0         | 4     | 0     | 0      |
| Total selecciones | Total selecciones | 13          | 0           | 4           | 4       | 0       | 1       | 21        | 2         | 0         | 38    | 2     | 5      |
| 1. 2.             |                   |             |             |             |         |         |         |           |           |           |       |       |        |

## Palmarés

### Títulos regionales
| Título              | Club  | País   | Año  |
| ------------------- | ----- | ------ | ---- |
| Campeonato Cearense | Ceará | Brasil | 2024 |

### Títulos nacionales
| Título          | Club                 | País    | Año  |
| --------------- | -------------------- | ------- | ---- |
| Torneo Apertura | Defensor Sporting C. | Uruguay | 2017 |
| SuperCopa MX    | C. Necaxa            | México  | 2018 |

### Títulos internacionales
| Título               | Equipo               | País   | Año  |
| -------------------- | -------------------- | ------ | ---- |
| Juegos Panamericanos | Selección de Uruguay | Canadá | 2015 |